# Svazek obcí Novoborska
Svazek obcí Novoborska je dobrovolný svazek obcí v okresu Česká Lípa, jeho sídlem je Nový Bor a jeho cílem je vzájemná spolupráce a koordinace činností v oblasti rozvoje regionu. Sdružuje celkem 16 obcí a byl založen v roce 1998.
Svazek obcí Novoborska spoluzakládal Jiří Vosecký (bývalý starosta Okrouhlé), který byl jeho předsedou až do roku 2014. Poté, co byl zvolen senátorem Poslanecké sněmovny ČR na funkci rezignoval, aby dostál svého slibu senátorem na plný úvazek. Stávajícím předsedou je Jan Sviták, starosta obce Prysk.

## Obce sdružené v mikroregionu
- Cvikov
- Kamenický Šenov
- Krompach
- Kunratice u Cvikova
- Mařenice
- Nový Bor
- Nový Oldřichov
- Okrouhlá
- Polevsko
- Prysk
- Radvanec
- Skalice u České Lípy
- Sloup v Čechách
- Slunečná
- Svojkov
- Svor

## Program s problémy
Obce spojené ve svazku vybudovaly v letech 2009 až 2010 desítky menších dětských hřišť a areálů s využitím dotace z Regionálního operačního programu (ROP). Pro údajné porušení rozpočtové kázně mají část (5,2 milionů Kč) dotace vracet. Rozhodnutí se brání.